# يرمياس جوتهلف
جوتهلف يرمياس (4 أكتوبر 1797 – 22 أكتوبر 1854) مؤلف وقس سويسري اسمه الحقيقي ألبرت بتزيوس، اهتم بمشكلات الفلاحين وسعى إلى تحسين أحوالهم، هاجم المادية وعدم التدين في عصره، تمتاز رواياته بأصالتها وميزاتها الأدبية، يعد أحيانا أبا للحركة الطبيعية في الأدب الألماني لأسلوبه الواقعي وقدرته على فهم الطبيعة البشرية وتحليلها، من روايته «ألريك الفلاح» 1840، و«ألريك المستأجر» 1849.

## وصلات خارجية
- يرمياس جوتهلف على موقع IMDb (الإنجليزية)
- يرمياس جوتهلف على موقع الموسوعة البريطانية (الإنجليزية)
- يرمياس جوتهلف على موقع ميوزك برينز (الإنجليزية)
- يرمياس جوتهلف على موقع أول موفي (الإنجليزية)
- يرمياس جوتهلف على موقع قاعدة بيانات الفيلم (الإنجليزية)
- يرمياس جوتهلف على موقع كينوبويسك (الروسية)

- سيرته الذاتية (بالألمانية)